# Echinopsis lateritia
Echinopsis lateritia es una especie de planta fanerógama en la familia de las cactáceas. Es endémica de Bolivia. Es una especie inusual en las colecciones.

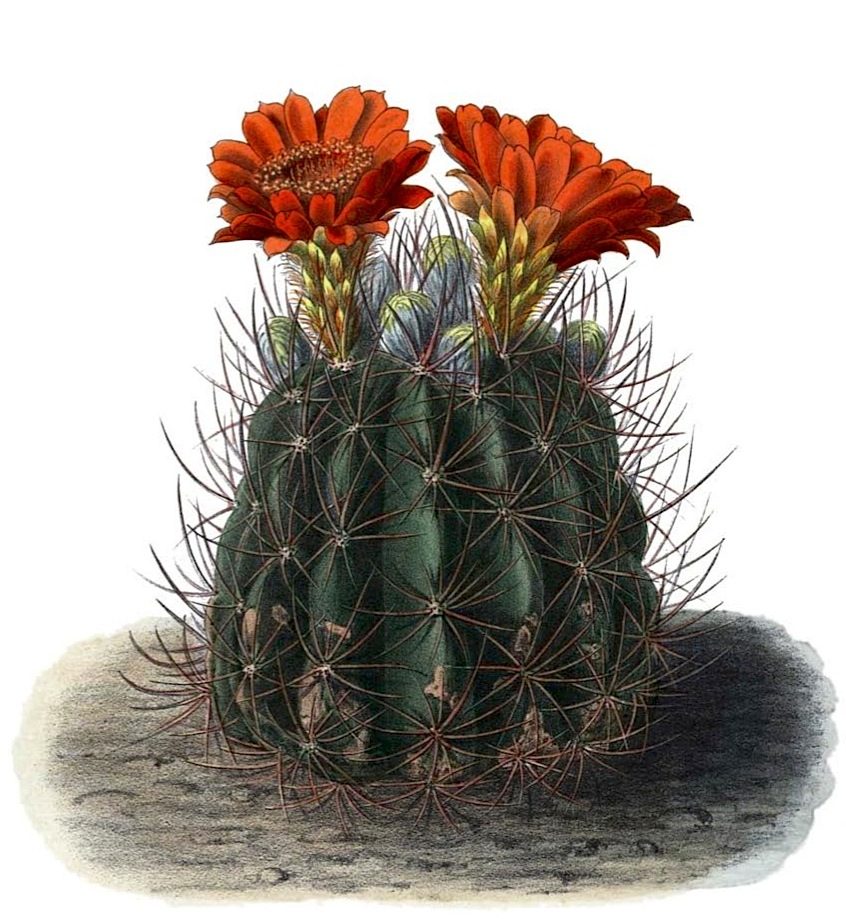
Ilustración

## Descripción
Echinopsis lateritia siempre crece de forma individual con tallos cilíndricos o esféricos cortos de color verde glauco que alcanzan alturas de  hasta 60 centímetros de diámetro de 10 a 12 centímetros. Tiene 18 costillas afiladas, rectas o ligeramente helicoidales dispuestas como aletas  que son muescas. Los areolas son circulares, amarillas o grises y se hunden en las muescas y están de 2 a 3 cm de distancia. Tiene de dos o tres de color marrón, rara vez es sólo una única presente, son curvas y engrosado en su base. Tienen una longitud de hasta 1,5 cm (raramente hasta 3 centímetros) en. Los aproximadamente 15 al 17 de espinas centrales  de color marrón que están ligeramente curvadas y miden hasta 1 cm (raramente hasta 1,5 centímetros) de largo. Las flores en forma de embudo de color rojo ladrillo de color carmesí están abiertas durante el día. Miden de 4 a 5 cm de largo. Los frutos semi-esféricos son secos.

## Taxonomía
Echinopsis lateritia fue descrita por Robert Louis August Maximilian Gürke y publicado en Monatsschrift für Kakteenkunde 17: 151. 1907.
Etimología
Ver: Echinopsis
lateritia epíteto latino que significa "de color ladrillo".
Sinonimia
- Lobivia lateritia Britton & Rose
- Lobivia carminantha Backeb.
- Lobivia kupperiana Backeb. in Backeb. & F.M.Knuth
- Lobivia cintiensis Cárdenas
- Hymenorebutia cintiensis (Cárdenas) F.Ritter
- Lobivia scopulina Backeb.
- Lobivia camataquiensis Cárdenas
- Hymenorebutia torataensis F.Ritter
- Hymenorebutia torreana F.Ritter[3]